# Polenz (Brandis)
Polenz ist ein Ortsteil der sächsischen Stadt Brandis im Landkreis Leipzig.

## Geografie

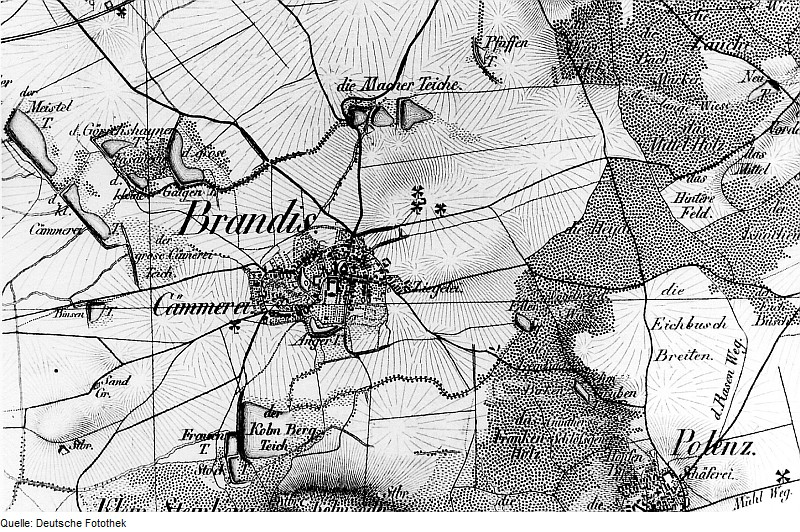
Polenz (rechts unten) auf einer Karte von Hermann Oberreit (1836/39)

### Lage
Polenz liegt etwa 18 Kilometer östlich der sächsischen Großstadt Leipzig in der Leipziger Tieflandsbucht. Nordwestlich des Ortes liegt das Gelände des ehemaligen Flugplatzes Brandis-Waldpolenz, seit 2007 der Solarpark Waldpolenz.
Durch den Ort verläuft die Staatsstraße 45 Grethen–Gerichshain, über die Kreisstraße 8369 besteht zudem Anschluss an Leulitz.

### Nachbarorte
| Brandis       | Machern                                     | Leulitz   |
| Waldsteinberg | Kompassrose, die auf Nachbargemeinden zeigt |           |
| Naunhof       | Ammelshain                                  | Altenhain |

## Geschichte

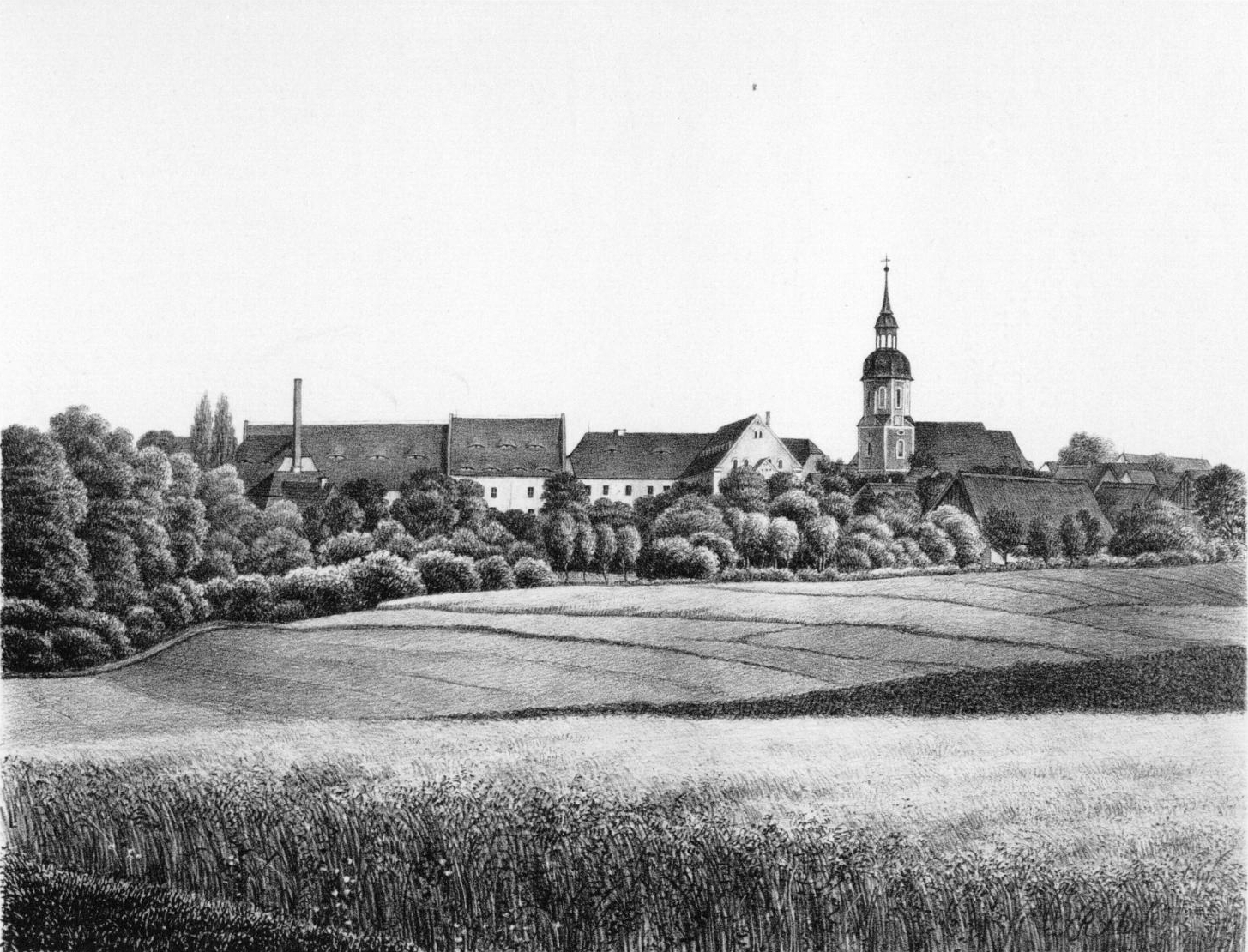
Rittergut Polenz sowie die Kirche (um 1860)

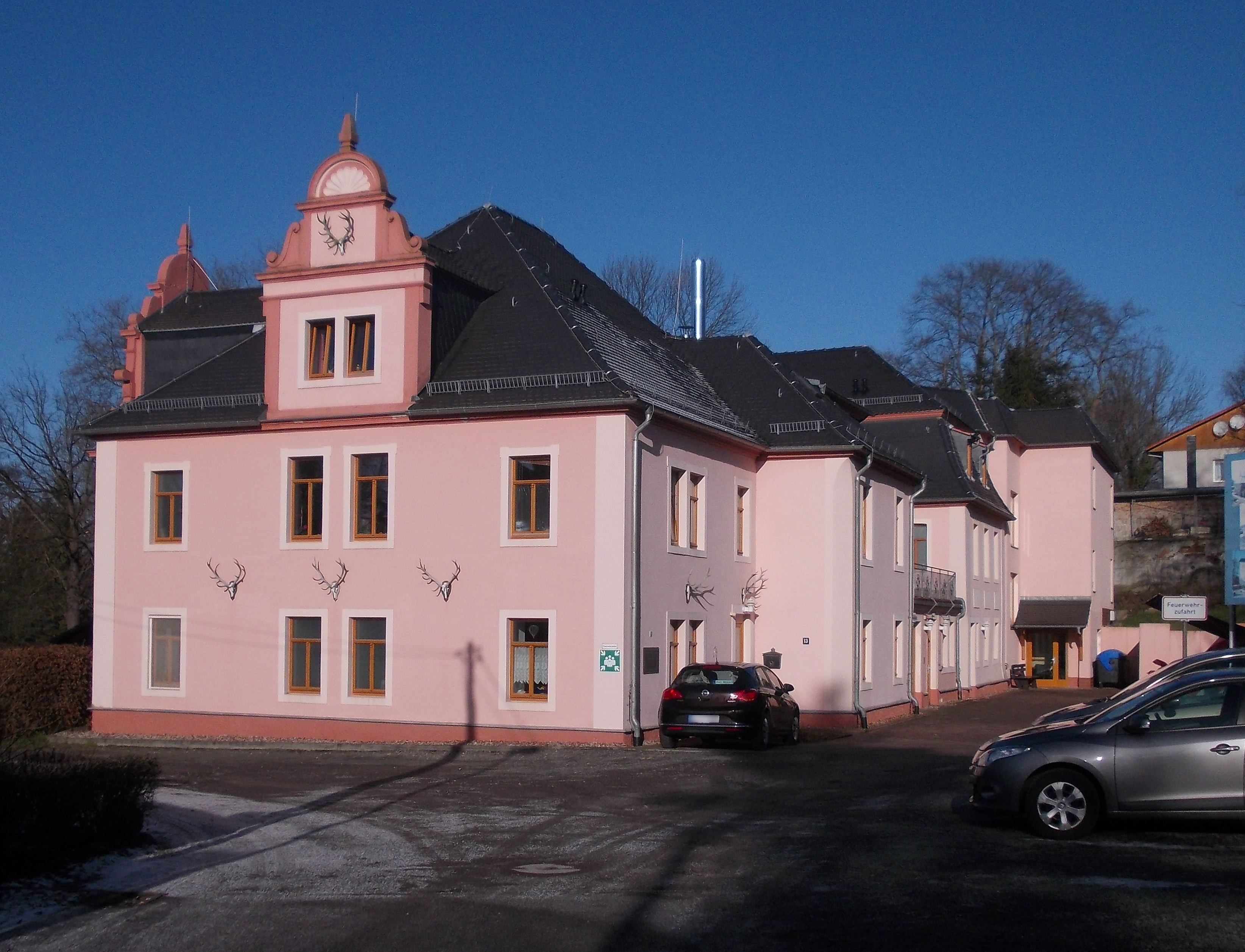
Schloss Polenz heute

Die erste belegte Ortsnamenform datiert von 1405 als Polentzk. Im Dreißigjährigen Krieg wurde das Dorf durch Kroaten und das Holksche Korps fast völlig zerstört sowie 1813 von durchziehenden Truppen der Völkerschlacht bei Leipzig geplündert. In diese Zeit fällt auch der so genannte „Polenzer Holzkrieg“: In den Jahren 1805–07 herrschten lange und kalte Winter. Da Polenz über größere Wälder verfügte, fielen die Brandiser in die Polenzer Hölzer ein und stahlen Brennholz.
August Schumann nennt 1821 im Staats-, Post- und Zeitungslexikon von Sachsen Polenz betreffend u. a.:
„Da in früheren Zeiten zu Polenz zwei verschiedene Rittergüter unter dem Namen Ober- und Nieder-Polenz bestanden, so sind beide Benennungen auch jetzt noch in Beziehung auf das Dorf üblich, wiewohl dies nur eine Gemeinde, eine Kirchfahrt bildet und nur zu einem Rittergut gehört. Man versteht nun unter Ober-Polenz die herrschaftl. Schäferei, die Pfarre, Schule, Kirche nebst dem daran stoßenden höhern Theile des Orts; unter Nieder-Polenz aber die Rittergutsgebäude, Stallungen, Scheunen und den Rest des Dorfes. […] Auch eine Windmühle ist hier. […] Das hiesige Rittergut ist schon seit mehrern Jahrhunderten im ununterbrochenen Besitze der altadligen Familie von Lindenau gewesen, […]“
1873 wurde die Freiwillige Feuerwehr gegründet, da es im vorangegangenen Jahr einen größeren Brand gab, bei dem sogar der Kirchturm in Flammen stand.
Zum 1. Juni 1992 wurde Polenz nach Brandis eingemeindet.

### Entwicklung der Einwohnerzahl
| Jahr | Einwohnerzahl                            |
| ---- | ---------------------------------------- |
| 1552 | 34 besessene Mann, 33 Inwohner           |
| 1764 | 38 besessene Mann, 13 Häusler, 9 ¾ Hufen |
| 1834 | 381                                      |
| 1871 | 497                                      |

| Jahr | Einwohnerzahl |
| ---- | ------------- |
| 1890 | 511           |
| 1910 | 457           |
| 1925 | 485           |
| 1939 | 1505          |

| Jahr | Einwohnerzahl |
| ---- | ------------- |
| 1946 | 731           |
| 1950 | 729           |
| 1964 | 631           |
| 1990 | 503           |

### Kirche Polenz

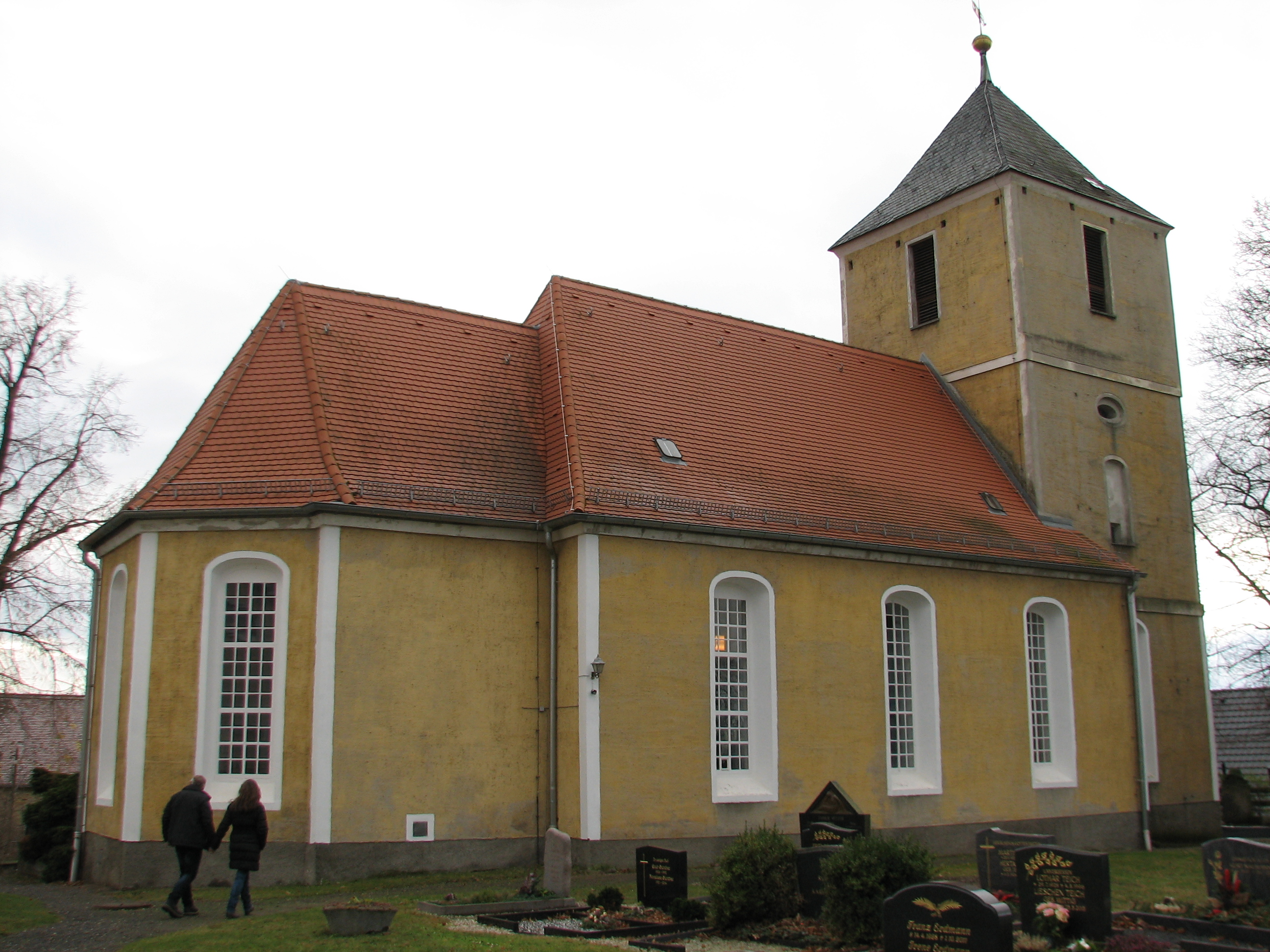
Kirche Polenz

Die Polenzer Kirche wurde in ihrer jetzigen Gestalt in den Jahren 1722 und 1725 errichtet. Die Grundsteinlegung fand am 22. Juni 1722 statt, die Einweihung erfolgte 21. August 1725. Über einen Vorgängerbau, welcher an gleicher Stelle gestanden haben soll, sind keine Belege vorhanden. Vermutlich stammte der Bau von 1440. Die Baukosten betrugen 2400 Taler. 1878 wurde nach Plänen des Baumeisters Altendorff aus Leipzig das Kircheninnere völlig umgestaltet, die Kosten hierfür beliefen sich auf 8030 Mark. 1883 wurde dem zweistimmigen Geläut eine dritte, mittlere Glocke gestiftet.
Seit 1978 gehört Polenz zur Kirchgemeinde Brandis. Im Jahr 1970 wurde der Kirchturm gekürzt (erzwungen wegen unerwünschter Nähe zum Militärflughafen der Sowjetarmee) und verlor so seine eindrucksvolle Gestalt. 
Aktuell (Stand: März 2021) engagiert sich die Interessengemeinschaft (IG) „Kirchturm Polenz“ für die Wiederherstellung des historischen Kirchturms; das Vorhaben erhält aus dem Bürgerfonds der Stadt Brandis eine Anschubfinanzierung von 12.000 Euro. Die Kosten für den Turmaufbau werden auf 700.000 Euro geschätzt. Ziel ist, das Projekt im Jahr 2025 zur 300-Jahr-Feier der Kirche erfolgreich abzuschließen.